# Vana-Kaiu
Vana-Kaiu – wieś w Estonii, w prowincji Rapla, w gminie Kaiu.